# PRIDE The Best Vol. 1
PRIDE The Best Vol. 1 fue un evento de artes marciales mixtas producido por PRIDE Fighting Championships, celebrado el 22 de febrero de 2002 en el Korakuen Hall de Tokio.